# كارولين بييركيلي غروفدال
كارولين بييركيلي غروفدال (من مواليد 14 يونيو 1990) لاعبة نرويجية تنافس في رياضة المسافات الطويلة. مثلت بلدها في الألعاب الأولمبية الصيفية 2012 و 2016 وفي أربع بطولات عالمية. فازت بالميدالية البرونزية في عام 2016 في سباق 10000 متر و 2018 بطولة أوروبية في سباق 3000 متر موانع.

## روابط خارجية
- كارولين بييركيلي غروفدال على موقع الاتحاد الدولي لألعاب القوى (الإنجليزية)
- كارولين بييركيلي غروفدال على موقع الدوري الماسي (الإنجليزية)
- كارولين بييركيلي غروفدال على موقع اللجنة الأولمبية الدولية (الإنجليزية)
- كارولين بييركيلي غروفدال على موقع أوليمبيديا (الإنجليزية)